# Serie B (Italia) 2011-12
La temporada de Serie B (Italia) 2011/12 fue la 80ª edición de la Serie B, segunda división del fútbol italiano.
Comenzó el 25 de agosto de 2011 y finalizó el 26 de mayo de 2012.

## Equipos participantes
| Club                                      | Ciudad                  | Temporada 2010/11          | Estadio                       | Aforo  |
| ----------------------------------------- | ----------------------- | -------------------------- | ----------------------------- | ------ |
| AlbinoLeffe                               | Albino y Leffe          | 11º en Serie B             | Atleti Azzurri                | 26.393 |
| Ascoli                                    | Ascoli Piceno           | 9º en Serie B              | Cino e Lillo Del Duca         | 20.000 |
| Bari                                      | Bari                    | 20º en Serie A             | Stadio San Nicola             | 58.248 |
| Brescia                                   | Bari                    | 19º en Serie A             | Stadio Mario Rigamonti        | 27.592 |
| Cittadella                                | Cittadella              | 6º en Serie B              | Omobono Tenni                 | 9.631  |
| Crotone                                   | Crotone                 | 8º en Serie B              | Stadio Ezio Scida             | 9.996  |
| Empoli                                    | Empoli                  | 10º en Serie B             | Carlo Castellani              | 19.795 |
| Grosseto                                  | Grosseto                | 7º Serie B                 | Carlo Zecchini                | 8.350  |
| Gubbio                                    | Gubbio                  | 1º Pro Prima Divisione - A | Stadio Pietro Barbetti        | 4.820  |
| Hellas Verona                             | Verona                  | 2º Pro Prima Divisione – A | Stadio Alberto Braglia        | 10.106 |
| Juve Stabia                               | Castellammare di Stabia | 2º Pro Prima Divisione – B | Stadio Romeo Menti            | 12.800 |
| Livorno                                   | Livorno                 | 20º en Serie A             | Stadio Armando Picchi         | 19.238 |
| Modena                                    | Módena                  | 12º en Serie B             | Alberto Braglia               | 20.507 |
| Nocerina                                  | Nocera Inferiore        | 1º Pro Prima Divisione – B | Stadio San Francesco d'Assisi | 15.000 |
| Padova                                    | Padua                   | 19º en Serie B             | Stadio Euganeo                | 32.336 |
| Pescara Calcio                            | Pescara                 | 14º en Serie B             | Stadio Adriatico              | 24.500 |
| Reggina                                   | Reggio Calabria         | 13º en Serie B             | Oreste Granillo               | 27.763 |
| Sampdoria                                 | Génova                  | 19º en Serie A             | Estadio Luigi Ferraris        | 38.879 |
| Sassuolo                                  | Sassuolo                | 4º en Serie B              | Alberto Braglia               | 20.507 |
| Torino                                    | Turín                   | 5º en Serie B              | Olímpico de Turín             | 27.994 |
| Varese                                    | Varese                  | 2º Pro Prima Divisione - A | Stadio Franco Ossola          | 10.000 |
| Vicenza                                   | Vicenza                 | 14° en Serie B             | Romeo Menti                   | 17.163 |
| Datos actualizados el 29 de mayo de 2012. |                         |                            |                               |        |

## Tabla de posiciones
|  |     | Equipos       | Pts. | PJ | PG | PE | PP | GF | GC | Dif. |
|  | --- | ------------- | ---- | -- | -- | -- | -- | -- | -- | ---- |
|  | 1.  | Pescara       | 83   | 42 | 26 | 5  | 11 | 90 | 55 | +35  |
|  | 2.  | Torino        | 83   | 42 | 24 | 11 | 7  | 57 | 28 | +29  |
|  | 3.  | Sassuolo      | 80   | 42 | 22 | 14 | 6  | 57 | 33 | +24  |
|  | 4.  | Hellas Verona | 78   | 42 | 23 | 9  | 10 | 60 | 41 | +19  |
|  | 5.  | Varese        | 71   | 42 | 20 | 11 | 11 | 57 | 41 | +16  |
|  | 6.  | Sampdoria     | 67   | 42 | 17 | 16 | 9  | 52 | 34 | +19  |
|  | 7.  | Padova        | 63   | 42 | 18 | 9  | 15 | 56 | 58 | -2   |
|  | 8.  | Brescia       | 57   | 42 | 15 | 12 | 15 | 48 | 50 | -2   |
|  | 9.  | Juve Stabia   | 61   | 42 | 16 | 13 | 13 | 53 | 49 | +4   |
|  | 10. | Reggina       | 55   | 42 | 14 | 13 | 15 | 63 | 59 | +4   |
|  | 11. | Crotone       | 54   | 42 | 13 | 15 | 14 | 60 | 58 | +2   |
|  | 12. | Modena        | 52   | 42 | 12 | 16 | 14 | 50 | 58 | -8   |
|  | 13. | Bari          | 56   | 42 | 14 | 14 | 14 | 47 | 48 | -1   |
|  | 14. | Grosseto      | 49   | 42 | 11 | 16 | 15 | 47 | 60 | -13  |
|  | 15. | Ascoli        | 56   | 42 | 15 | 11 | 16 | 47 | 50 | -3   |
|  | 16. | Cittadella    | 48   | 42 | 13 | 9  | 20 | 51 | 64 | -13  |
|  | 17. | Livorno       | 48   | 42 | 12 | 12 | 18 | 49 | 49 | 0    |
|  | 18. | Empoli        | 47   | 42 | 12 | 11 | 19 | 48 | 59 | -11  |
|  | 19. | Vicenza       | 44   | 42 | 10 | 14 | 18 | 43 | 61 | -18  |
|  | 20. | Nocerina      | 40   | 42 | 10 | 10 | 22 | 52 | 71 | -19  |
|  | 21. | Gubbio        | 32   | 42 | 7  | 11 | 24 | 37 | 69 | -32  |
|  | 22. | AlbinoLeffe   | 30   | 42 | 6  | 12 | 24 | 39 | 69 | -30  |

## Play-off
|  | Semifinales   | Semifinales | Semifinales |   |           | Final | Final | Final |  |
|  |               |             |             |   |           |       |       |       |  |
|  |               |             |             |   |           |       |       |       |  |
|  | Sassuolo      | 1           | 1           |   |           |       |       |       |  |
|  | Sassuolo      | 1           | 1           |   |           |       |       |       |  |
|  | Sampdoria     | 2           | 1           |   |           |       |       |       |  |
|  | Sampdoria     | 2           | 1           |   | Sampdoria | 3     | 1     |       |  |
|  |               |             |             |   | Sampdoria | 3     | 1     |       |  |
|  |               |             | Varese      | 2 | 0         |       |       |       |  |
|  | Hellas Verona | 0           | Varese      | 2 | 0         | 1     |       |       |  |
|  | Hellas Verona | 0           |             |   |           | 1     |       |       |  |
|  | Varese        | 2           | 1           |   |           |       |       |       |  |
|  | Varese        | 2           | 1           |   |           |       |       |       |  |
|  |               |             |             |   |           |       |       |       |  |

## Goleadores
| Jugador             | Equipo         | Goles |
| ------------------- | -------------- | ----- |
| Ciro Immobile       | Pescara Calcio | 28    |
| Marco Sau           | Juve Stabia    | 21    |
| Ferdinando Sforzini | Grosseto       | 20    |
| Gianluca Sansone    | Sassuolo       | 20    |
| Francesco Tavano    | Empoli         | 19    |
| Lorenzo Insigne     | Pescara        | 18    |
| Caetano             | Crotone        | 17    |
| Jonathas            | Brescia        | 16    |
| Marco Sansovini     | Pescara        | 16    |
| Nicola Pozzi        | Sampdoria      | 15    |
| Papa Waigo          | Ascoli         | 15    |
| Juan Ignazio Gómez  | Hellas Verona  | 14    |